# Yuan Damao
Yuan Damao (ur. 6 sierpnia 1976) – chiński zapaśnik walczący w stylu klasycznym. Zajął siedemnaste miejsce na mistrzostwach świata w 1997. Brązowy medalista igrzysk Azji Wschodniej w 1997. Czwarty w Pucharze Świata w 1994 roku.